# Ondiepwatermijnenveger
De ondiepwatermijnenveger was een type mijnenveger dat door de mijnendienst van de Nederlandse Koninklijke Marine werd gebruikt. Het type werd ook Minesweeper Inshores of MSI genoemd. De mijnendienst werd in 1907 opgericht maar zowel de mijnendienst als de onderzeedienst bestaan sinds 2005 niet meer.
In de jaren vijftig bestelde de marine zestien ondiepwatermijnenvegers bij drie verschillende werven: De Noord in Alblasserdam, De Vries Lentsch in Amsterdam en de Arnhemsche Scheepsbouw Maatschappij in Arnhem. Tussen 1960 en 1962 werden de schepen in dienst genomen. Deze mijnenvegers waren van hout, ongeveer 33 meter lang en 6,65 meter breed, en werkten vooral in ondiepe wateren. Ook werden de mijnenvegers gebruikt voor bezoeken aan het binnenland, aangezien de marine daarvoor geen andere bruikbare schepen had.
| De Noord              | De Noord | De Vries Lentsch   | De Vries Lentsch | ASM                        | ASM      |
| Scheepsnaam           | Naamsein | Scheepsnaam        | Naamsein         | Scheepsnaam                | Naamsein |
| --------------------- | -------- | ------------------ | ---------------- | -------------------------- | -------- |
| Hr.Ms. Alblas         | M868     | Hr.Ms. Bussemaker  | M869             | Hr.Ms. Lacomblé            | M870     |
| Hr.Ms. Van Moppes     | M873     | Hr.Ms. Van Hamel   | M871             | Hr.Ms. Van Straelen        | M872     |
| Hr.Ms. Chömpff        | M874     | Hr.Ms. Schuiling   | M876             | Hr.Ms. Van Well Groeneveld | M875     |
| Hr.Ms. Van Versendaal | M877     | Hr.Ms. Van der Wel | M878             | Hr.Ms. Houtepen            | M882     |
| Hr.Ms. Van 't Hoff    | M879     | Hr.Ms. Staverman   | M881             | Hr.Ms. Zomer               | M883     |
| Hr.Ms. Mahu           | M880     |                    |                  |                            |          |

De schepen werden bij Koninklijk Besluit genoemd naar officieren, onderofficieren en manschappen van de Koninklijke Marine, die gedurende de Tweede Wereldoorlog, 1940-1945, alsmede het politionele optreden in Indonesië postuum werden onderscheiden met de Militaire Willems-Orde of de Bronzen Leeuw.
- Hr.Ms. Houtepen werd vernoemd naar Petrus Jacobus Houtepen (1925-1946), die postuum de Bronzen Leeuw kreeg. Hij was Commandant Zeemacht Nederland en sneuvelde op 4 juni 1946 bij Soerabaja .
- Hr.Ms. Alblas werd vernoemd naar Aart Hendrik Alblas (1918-1944).
- Hr.Ms. Staverman werd vernoemd naar Huibert Matthijs Staverman (1921-1943), sergeant Koninklijke Marine. Hij sneuvelde in 1943 op Nieuw-Guinea.
- Hr.MS. Bussemaker werd vernoemd naar Antoine Jacob Bussemaker (1900-1941).
- Hr.Ms. Lacomblé werd vernoemd naar Eugène Edouard Bernard Lacomblé (1896-1942).
- Hr.Ms. Van Hamel werd vernoemd naar Lodewijk Anne Rinze Jetse van Hamel (1915-1941).
- Hr.Ms. Van Straelen werd vernoemd naar Philippus Bernardus Maria van Straelen (1894-1942)

Na twintig jaar werden de MSI's uit de dienst gehaald. Vijf schepen werden aan Delft Geophysical verkocht, twee aan de Peruaanse marine, twee aan Griekse ondernemers. De Van Straelen en de Houtepen liggen in Amsterdam en zijn tot woonboot verbouwd. De Mahu ligt sinds 2003 ook in Amsterdam en kan voor evenementen gehuurd worden.